# Казачья Лопань
Каза́чья Ло́пань (укр. Козача Лопань), в XVIII—XIX веках Лопань — посёлок в Харьковском районе Харьковской области Украины. Является административным центром Казачье-Лопанского поселкового совета, в который, кроме того, входят посёлок Ветеринарное и сёла Гранов, Новая Казачья и Шевченко.

## Географическое положение
Посёлок городского типа Казачья Лопань находится на обоих берегах реки Лопань, в 2-х километрах от границы с Россией, выше по течению примыкает село Шевченко, на расстоянии в 1 километра находится село Гранов, ниже по течению в 3 километрах — село Новая Казачья.

## История
На территории Казачьей Лопани обнаружены остатки трёх поселений эпохи бронзы и двух — скифского времени.
Первые исторические сведения о селе Козачья-Лопань относятся к 1660-м годам. Население слободы Лопани в 1779 году, согласно «Ведомости, исъ какихъ именно городовъ и уездовъ Харьковское наместничество составлено и сколько было въ нихъ душъ на 1779 годъ», было довольно большим и составляло 868 душ (учитывались только мужчины). Таким образом, Лопань в том году была четвёртым по количеству населения населённым пунктом Золочевского уезда без самого Золочева, уступая только местечку Ольшана (2695 м), слободе Дементьевке (1176 м) и селу Удье (973 м).
Село являлось административным центром Казачье-Лопанской волости Харьковского уезда Харьковской губернии Российской империи.
Советская власть установлена в декабре 1917 года. В конце 1918 года вблизи Казачьей Лопани части Красной Армии[прояснить] в одном из боев[прояснить] разгромили подразделения армии УНР. В период борьбы против деникинцев в июне 1919 года вся партийная организация[прояснить] влилась в ряды Красной Армии.
В 1922—1924 годах в селе создали три сельхозартели. В 1938 году произошло повышение статуса с села на посёлок городского типа. В 1940 году в Казачьей Лопани было 1595 дворов, совхоз «Шлях (Путь) Индустрии», мукомольный комбинат (в Турово).
Во время Второй Мировой войны Казачья Лопань была оккупирована немецкими войсками. В связи с приближением советских войск в 1943 году посёлок был превращён немцами в укреплённый опорный пункт. В начале августа 1943 года Казачья Лопань стала местом ожесточенных боев. Она несколько раз переходила из рук в руки и была разрушена немцами до основания. Окончательно освобождена 10 августа 1943 года.
В Казачьей Лопани в середине августа 1943 года при освобождении Харькова от немецкой оккупации находился штаб 233-й стрелковой дивизии Степного фронта Советской армии (командир Соколов, Юрий Иванович).
На фронтах войны и в партизанских отрядах против врага сражались 410 жителей, 334 из них за мужество и отвагу награждены орденами и медалями СССР. 196 человек погибли. В Казачьей Лопани установлены обелиск коммунистам и комсомольцам, погибшим в годы гражданской войны, и четыре памятника советским воинам, «павшим в бою за освобождение посёлка от гитлеровцев».
В 1966 году население составляло 10 600 человек.
В 1972 году здесь действовали семеноводческий совхоз «Путь индустрии» (4512 га земли), колхоз имени Мичурина (3487 га) и цех по переработке молока.
В январе 1989 года численность населения составляла 7235 человек.
После провозглашения независимости Украины село оказалось на границе с Россией, здесь был оборудован пограничный переход и таможня, которые находятся в зоне ответственности Харьковского пограничного отряда Восточного регионального управления ГПСУ (здесь находится военный городок в/ч 9951 госпогранслужбы).
В июле 1995 года Кабинет министров Украины утвердил решение о приватизации находившихся здесь совхоза и межколхозного специализированного хозяйства «Агроном».
На 1 января 2013 года численность населения составляла 5334 человека.
В феврале 2022 года в ходе вторжения России на Украину посёлок был оккупирован российскими  войсками. В ходе контрнаступления на востоке Украины посёлок был освобожден силами ВСУ 11 сентября 2022.

## Экономика
- Молочно-товарная и птице-товарная фермы.
- Зверохозяйство «Гора».
- Садовое товарищество «Казачанка-2».

## Транспорт
В посёлке находится железнодорожная станция Казачья Лопань , являющаяся пунктом пограничного контроля пассажирских поездов, пересекающих российско-украинскую границу (сообщение прекращено в связи в вторжением российских войск).
Ходят маршрутные автобусы 1648Т и электрички по маршруту (Казачья Лопань — Харьков).

## Объекты социальной сферы
- «Подсолнух», дошкольное учебное заведение
- Школа Козачолопанський НВК
- Больница
- Стадион
- Музей боевой славы

## Достопримечательности
- Энтомологический заказник местного значения «Старый сад» (5,0 га).
- «Кущоватое» — курганы скифского времени.
- 4 братские могилы советских воинов.
- Памятник жертвам фашистского террора (1941—43).

## Религия
- Церковь Михаила Архангела[16].